# أوانا ماني
أوانا ماني (بالرومانية: Oana Manea)‏ مواليد 18 أبريل 1985 في بوخارست، هي لاعبة كرة يد رومانية. مثلت منتخب رومانيا لكرة اليد للسيدات. شاركت في دورة الألعاب الأولمبية الصيفية سنة 2016. حققت المركز الثالث في بطولة العالم لكرة اليد للسيدات 2015.

## سجل المنافسة
شاركت في البطولات التالية:
- الألعاب الأولمبية الصيفية 2016
- بطولة العالم لكرة اليد للسيدات 2011
- بطولة العالم لكرة اليد للسيدات 2013
- بطولة العالم لكرة اليد للسيدات 2015
- بطولة أوروبا لكرة اليد للسيدات 2008
- بطولة أوروبا لكرة اليد للسيدات 2010
- بطولة أوروبا لكرة اليد للسيدات 2012
- بطولة أوروبا لكرة اليد للسيدات 2016

## الميداليات
| الميدالية | المسابقة                            |
| --------- | ----------------------------------- |
| برونزية   | بطولة العالم لكرة اليد للسيدات 2015 |
| برونزية   | بطولة أوروبا لكرة اليد للسيدات 2010 |

## روابط خارجية
- أوانا ماني على موقع الاتحاد الأوروبي لكرة اليد (الإنجليزية)
- أوانا ماني على موقع اللجنة الأولمبية الدولية (الإنجليزية)
- أوانا ماني على موقع أوليمبيديا (الإنجليزية)
- أوانا ماني على موقع اللجنة الأولمبية الرومانية (الرومانية)